# 西北针茅
西北针茅（学名：Stipa sareptana var. krylovii）为禾本科针茅属下的一个变种。

## 扩展阅读
- 維基物種上的相關：西北针茅